# حزب الخضر الباكستاني
حزب الخضر الباكستاني (بالأردوية: پاکستان گرین پارٹی)‏ هو حزب سياسي أخضر في باكستان. تأسس في 28 أبريل 2002،  ويقوده حاليًا لياقت علي شيخ.

## برنامج
تتشابه القيم الأساسية العشر أو المواقف السياسية لحزب الخضر الباكستاني مع المبادئ العشرة للأحزاب الخضراء الأخرى:
- الديمقراطية الشعبية
- العدالة الاجتماعية وتكافؤ الفرص
- الحكمة البيئية (علم البيئة)
- اللاعنف
- لامركزية السلطة
- الاقتصاد المجتمعي والعدالة الاقتصادية
- المساواة بين الجنسين
- احترام التنوع
- المسؤولية الشخصية والعالمية
- الاستدامة

## روابط خارجية
- الموقع الرسمي
- حزب الخضر الباكستاني  على فيسبوك.